# Vladimír Škutina
Vladimír Škutina (16. ledna 1931 Praha – 19. srpna 1995 Praha) byl český humorista, publicista, spisovatel a scenárista.

## Životopis
Otec Jaroslav byl ředitelem Pohřebního ústavu hl. m. Prahy. Vladimír Škutina byl po válce členem organizace Junáka – 22. střediska „Šipka“. Studoval Masarykovo gymnázium v Křemencově ulici, odkud byl roku 1948 vyloučen. Ve studiu pokračoval na Vančurově gymnáziu na Smíchově (později sloučené gymnázium Drtinovo), kde v roce 1950 maturoval. Již za studií začal přispívat do novin.
Po maturitě byl krátce redaktorem novin Práce a agentury ČTK, pak dělníkem v Tatře Smíchov a v Armabetonu. V roce 1952 začal studovat na FAMU, po dvou semestrech školu opustil a zvolil si svobodné povolání. Připravoval revuální pořady a kabarety pro Park kultury a oddechu Julia Fučíka (PKOJF), pro tehdejší Divadlo hudby (založené 1949; Opletalova ul.) a další pražské scény a pro zájezdová vystoupení. Snažil se uplatnit ve filmu (zvláště ve spolupráci s Václavem Wassermanem).
V roce 1953 vydal první knihu Bez vavřínů (o osudech českých vynálezců) a stal se externím scenáristou zábavních pořadů Československé televize. Podílel se např. na prvním „televizním silvestru“ (1953–1954). Podílel se také na scénáři hudebního filmu Hvězda jede na jih (1958), který však na příkaz tehdejšího prezidenta Antonína Novotného bylo zakázáno promítat (tzv. skončil v trezoru).
Po dobu základní vojenské služby (1956–1958) byl přidělen k Ústřednímu domu armády jako redaktor časopisu Pěst.
V letech 1967 až 1969 působil jako redaktor Československé televize a byl spoluautorem revue a seriálů Ztracená revue (1962), Půjčovna talentů (1964), které byly oceněny Zlatou růží na Mezinárodním televizním festivalu v Montreux, detektivních cyklů Kriminalistická laboratoř a Kriminalistický archiv (1965–1967).
V roce 1955 se oženil s Evou Dobiášovou, slavnou basketbalistkou a sportovní novinářkou. Měli spolu dceru Lucii, provdanou Granátovou.
V roce 1960 absolvoval na Filozofické fakultě Univerzity Karlovy obor psychologie. Ve stejném roce se rozvedl.
V roce 1962 se stal redaktorem v Ústředí lidové tvořivosti, od května 1962 do února 1963 byl vězněn (Ruzyně, Valdice) za urážku hlavy státu.
Po propuštění na jaře 1963 byl nejprve stavebním dělníkem, poté televizním autorem na volné noze.
Od října 1967 do července 1969 pracoval jako redaktor Československé televize, obrovské popularity dosáhl cyklem rozhovorů: Co tomu říkáte, pane Werichu? vysílaných v Československé televizi během roku 1968. Stal se jednou z nejvýraznějších osobností Pražského jara, byl protagonistou protiokupačního televizního vysílání v srpnu 1968.
V srpnu 1969 byl zatčen a vyšetřován, zprvu ve vazbě, poté na svobodě. Roku 1971 byl odsouzen; z vězení (Ruzyně, Hradec Králové, Mírov) byl propuštěn v dubnu 1974.
Po vystěhování z ČSSR v roce 1978 žil v Curychu, spolupracoval s nakladatelstvími Konfrontace, Polygon aj. V letech 1979–1983 byl vedoucím redaktorem časopisů Magazín a Reportér (1984–1990). Založil řadu edic zaměřených na zábavnou četbu (Revue napětí a humoru, 5 podob humoru a napětí apod.). S režisérem Jaroslavem Gillarem psal komedie uváděné v německých a švýcarských divadlech; jeho televizní a filmové projekty se nerealizovaly. Napsal knihy Svět jako skleněná duhová kulička a Prezidentův vězeň na hradě plném bláznů. Spolupracoval s redakcemi Hlasu Ameriky a Svobodné Evropy.
V roce 1990 se vrátil do České republiky.

## Věznění
Dne 12. ledna 1962 byl odsouzen za větu: „Prezident Novotný je vůl, gauner a vyložený despota,“ vyřčenou v říjnu 1961 v pražské restauraci U Jelínků (reakce na zákaz promítání filmu Hvězda jede na jih). Dostal šest měsíců s podmínkou na dva roky (trestný čin snižování vážnosti presidenta republiky) (případ a věznění popsal v knize Presidentův vězeň, 1969).
Za trestné činy pobuřování a hanobení republiky (ČSSR) a jejích představitelů a přípravu trestného činu hanobení státu světové socialistické soustavy (v souvislosti s rukopisem Rusové opravdu přicházejí o srpnových událostech v Čs. televizi) byl v roce 1969 zatčen a odsouzen na čtyři roky a dva měsíce. O nové vězeňské zkušenosti napsal knihu Presidentův vězeň na hradě plném bláznů (1979).

## Spolupráce s StB
V listopadu 1972 podepsal ve vězení závazek spolupráce se Státní bezpečností (krycí jméno Historik). Trest mu to nezkrátilo, z vězení vyšel v květnu 1974 se zákazem tři roky pracovat ve sdělovacích prostředcích. Po propuštění pracoval jako plavčík a skladník.
Tajné policii podával hlášení především o Petru Uhlovi, Ivanu Klímovi, Ludvíku Vaculíkovi, Jaroslavu Hutkovi a mnoha dalších. Škutina sice nebyl zcela spolehlivý spolupracovník, některé informace zatajil, nicméně byl jako agent aktivní, Státní bezpečnosti předal celkem 194 zpráv, za které na odměnách dostal 39 000 korun.
V roce 1977 podepsal na doporučení StB Chartu 77. Od listopadu 1977 do května 1978 byl zaměstnán jako kameník v Průmyslu kamene na Zlíchově. Současně podával tajné policii podrobné informace o průběhu opisování, sběru podpisů a dalších okolnostech Charty 77.
V prosinci 1978 mu bylo povoleno legálně se vystěhovat s celou rodinou do Švýcarska.

## Po roce 1989
Po únoru 1990 se vrátil do Československa a byl glosátorem domácích událostí. Politicky se angažoval a před prvními svobodnými volbami v roce 1990 se stal jedním z lídrů Národně sociální strany; za tuto stranu neúspěšně kandidoval do sněmovny. Začal externě spolupracovat s ČST (Stres po česku, 1990–1991, Tak tyhle my známe, pane Škutino, (1990–1991), komentoval i Velkou Pardubickou). V roce 1990 získal Cenu míru amerických univerzit za esej Co s humorem, když máme svobodu. Jako demokratický kontakt mezi Prahou a Ženevou pracoval i pro Masarykovo demokratické hnutí, jehož členové se také účastnili oslavy jeho šedesátých narozenin v pražském Karolinu.
V říjnu 1992 napsal deník Metropolitní Telegraf článek o jeho spolupráci se Státní bezpečností. Škutina podal žalobu na ochranu osobnosti, žádal satisfakci ve výši dvou milionů korun a uveřejnění opravy. Redakci obvinil ze spiknutí. Poté, co si žalovaná strana vyžádala jeho svazek StB, vzal žalobu zpět a až na výjimky se stáhl z veřejného života.
Zemřel na rakovinu v srpnu 1995 v pražské Thomayerově nemocnici.
| „                  | Stačí malý oblázek, aby pohnul horou, jestliže přišel čas, aby hora padla. | “ |
| — Vladimír Škutina |                                                                            |   |

## Dílo

### Beletrie
- Bez vavřínů. Povídky o českých vynálezcích (1953)
- Pět kotoulů nazad. Humoresky z pravěku sportu (1955)
- Kriminalistická laboratoř (1966) – s J. Šiklem
- Kriminalistický archiv (1967) – s J. Šiklem
- Jezdec a smrt (1968)
- Kriminalistické případy (1969) – s J. Šiklem
- Kriminalistický případ s opicí (1969)
- Prezidentův vězeň (1969)
- Variace na zločin (1970) – s J. Šiklem
- Rodič v síti (1978)
- Prezidentův vězeň na hradě plném bláznů (1979)
- Škutiniády (1979)
- Zehn Millionen Schwejks (1979)
- Svět jako skleněná duhová kulička (1979)
- Máš na hlavě zahrádku, řekli moji rozkošní spolužáci (1980)
- Kriminalistický případ s autoporodem (1981)
- Tak už jsem tady s tím vápnem, pane Werichu! (1981)
- ...a na hrušce sedí diktátor, Vagon strachu (1981) – s J. Gillarem
- Josef Švejk a Josef K., dva osamělí chodci na Karlově mostě (1982) – s J. Gillarem
- Mrtvá babička na střeše automobilu a její záhadné zmizení (1983)
- Zurück ins Paradies, Adam! (1983) – s J. Gillarem
- Die blaue Lachmöwe (1985)
- Kde bydlí čas (1985)
- Lenin v Curychu. Padělaná vražda (1985) – s J. Gillarem a J. Hochmanem
- Přesilovka (1986) – s V. Valentou
- Ukradený Ježíšek (1988)
- Padělané vraždy 1, 2 (1991) – s J. Gillarem
- Odstrašující případ (1991)
- Vražda pro Madonu (1992)[1]

### Publicistika
- Hrdinové filmové veselohry (1958)
- Rusové opravdu přicházejí (1979)
- Friss die Hälfte (1982)
- Martina (1984)
- Humor als Waffe (1987)
- Český šlechtic František Schwarzenberg (1989)
- Masarykové v Ženevě (1989)
- Rusové přicházejí... a odcházejí (1990)
- Was ist Film? (1990)
- Was ist Komik? (1990)
- Was ist Oper? (1990)
- Hana (1991)
- Stress po česku (1992) – s J. Hovorkou a E. Křížovou
- Sága rodu Koželuhů (1992)[1]